# Vòng bảng UEFA Europa League 2019–20
Vòng bảng UEFA Europa League 2019-20 bắt đầu vào ngày 19 tháng 9 và kết thúc vào ngày 12 tháng 12 năm 2019. Tổng cộng có 48 đội cạnh tranh ở vòng bảng để xác định 24 trong số 32 suất lọt vào vòng đấu loại trực tiếp của UEFA Europa League 2019-20.

## Bốc thăm
Lễ bốc thăm vòng bảng được tổ chức vào ngày 30 tháng 8 năm 2019, lúc 13:00 CEST, tại Grimaldi Forum ở Monaco.
48 đội được phân thành 12 bảng 4 đội, với hạn chế là các đội từ cùng hiệp hội không được nằm cùng bảng để đối đầu với nhau. Đối với lễ bốc thăm, các đội được xếp vào bốn nhóm hạt giống dựa trên hệ số câu lạc bộ UEFA năm 2019 của họ.
Vào ngày 17 tháng 7 năm 2014, Ban hội thẩm khẩn cấp UEFA quy định các câu lạc bộ Ukraina và Nga sẽ không được thi đấu với nhau "cho đến khi có thông báo mới nhất" do tình trạng chính trị bất ổn giữa 2 quốc gia.
Hơn nữa, đối với các hiệp hội với hai hoặc nhiều đội, các đội được xếp cặp để chia họ ra làm hai nhóm bốn bảng (A–F, G–L) nhằm mục đích tối đa hóa việc phát sóng truyền hình. Các cặp đội sau đây được công bố bởi UEFA sau khi các đội tham dự vòng bảng được xác nhận:
- Tây Ban Nha: Sevilla và Espanyol
- Anh: Arsenal và Manchester United
- Ý: Roma và Lazio
- Đức: Borussia Mönchengladbach và Eintracht Frankfurt
- Pháp: Saint-Étienne và Rennes
- Nga: CSKA Moscow và Krasnodar
- Bồ Đào Nha: Porto và Sporting CP; Braga và Vitória de Guimarães
- Ukraina: Dynamo Kyiv và Oleksandriya
- Bỉ: KAA Gent và Standard Liège
- Thổ Nhĩ Kỳ: Beşiktaş và Trabzonspor
- Hà Lan: PSV Eindhoven và Feyenoord
- Áo: LASK và Wolfsberger AC
- Thụy Sĩ: Basel và Young Boys
- Scotland: Celtic và Rangers

Ở mỗi lượt trận, một nhóm sáu bảng thi đấu các trận đấu của họ lúc 18:55 CET/CEST, trong khi nhóm sáu bảng còn lại thi đấu các trận đấu của họ lúc 21:00 CET/CEST, với thứ tự thi đấu của 2 nhóm thay đổi giữa mỗi lượt trận. Các lượt trận được xác định sau lễ bốc thăm, sử dụng máy vi tính để bốc thăm không công khai, với trình tự các trận đấu như sau (Quy định Điều 15.02):
Lưu ý: Các vị trí để sắp xếp lịch thi đấu không sử dụng các nhóm hạt giống, ví dụ: Đội 1 không nhất thiết phải là đội từ Nhóm 1 trong lễ bốc thăm.
| Lượt trận          | Thời gian            | Các trận đấu |
| ------------------ | -------------------- | ------------ |
| Lượt trận thứ nhất | 19 tháng 9 năm 2019  | 2 v 3, 4 v 1 |
| Lượt trận thứ hai  | 3 tháng 10 năm 2019  | 1 v 2, 3 v 4 |
| Lượt trận thứ ba   | 24 tháng 10 năm 2019 | 3 v 1, 2 v 4 |
| Lượt trận thứ tư   | 7 tháng 11 năm 2019  | 1 v 3, 4 v 2 |
| Lượt trận thứ năm  | 28 tháng 11 năm 2019 | 3 v 2, 1 v 4 |
| Lượt trận thứ sáu  | 12 tháng 12 năm 2019 | 2 v 1, 4 v 3 |

Có những hạn chế về sắp xếp lịch thi đấu: ví dụ, các đội từ cùng thành phố (như là Lazio và Roma) nói chung không được xếp lịch để thi đấu trên sân nhà trong cùng một lượt trận (để tránh các đội thi đấu tại sân nhà trong cùng ngày hoặc các ngày liên tiếp, vì lý do hậu cần và kiểm soát đám đông), và các đội từ "các quốc gia giá lạnh" (như là Nga) không được xếp lịch để thi đấu trên sân nhà trong lượt trận cuối cùng (do thời tiết giá lạnh).

## Các đội bóng
Dưới đây là các đội tham dự (với hệ số câu lạc bộ UEFA năm 2019 của họ), được xếp theo nhóm hạt giống của họ. Họ bao gồm:
- 17 đội tham dự vào vòng đấu này
- 21 đội thắng của vòng play-off (8 đội từ Nhóm các đội vô địch giải quốc nội, 13 đội từ Nhóm chính)
- 6 đội thua của vòng play-off Champions League (4 đội từ Nhóm các đội vô địch giải quốc nội, 2 đội từ Nhóm các đội không vô địch giải quốc nội)
- 4 đội thua thuộc Nhóm các đội không vô địch giải quốc nội của vòng loại thứ ba Champions League

| Chú thích màu sắc                                     |
| ----------------------------------------------------- |
| Đội đứng thứ nhất và nhì bảng đi tiếp vào vòng 32 đội |

| Đội               | Ghi chú | Hệ số   |
| ----------------- | ------- | ------- |
| Sevilla           |         | 104.000 |
| Arsenal           |         | 101.000 |
| Porto             | [CL-LQ] | 93.000  |
| Roma              |         | 81.000  |
| Manchester United |         | 78.000  |
| Dynamo Kyiv       | [CL-LQ] | 65.000  |
| Beşiktaş          |         | 62.000  |
| Basel             | [CL-LQ] | 54.500  |
| Sporting CP       |         | 50.000  |
| CSKA Moscow       |         | 48.000  |
| VfL Wolfsburg     |         | 40.000  |
| Lazio             |         | 37.000  |

| Đội                      | Ghi chú | Hệ số  |
| ------------------------ | ------- | ------ |
| PSV Eindhoven            | [EL-MP] | 37.000 |
| Krasnodar                | [CL-LP] | 34.500 |
| Celtic                   | [EL-CP] | 31.000 |
| Copenhagen               | [EL-CP] | 31.000 |
| Braga                    | [EL-MP] | 31.000 |
| KAA Gent                 | [EL-MP] | 29.500 |
| Borussia Mönchengladbach |         | 29.000 |
| Young Boys               | [CL-CP] | 27.500 |
| Astana                   | [EL-CP] | 27.500 |
| Ludogorets Razgrad       | [EL-CP] | 27.000 |
| APOEL                    | [CL-CP] | 25.500 |
| Eintracht Frankfurt      | [EL-MP] | 24.000 |

| Đội                     | Ghi chú | Hệ số  |
| ----------------------- | ------- | ------ |
| Saint-Étienne           |         | 23.000 |
| Qarabağ                 | [EL-CP] | 22.000 |
| Feyenoord               | [EL-MP] | 22.000 |
| Getafe                  |         | 20.713 |
| Espanyol                | [EL-MP] | 20.713 |
| Malmö FF                | [EL-MP] | 20.000 |
| Partizan                | [EL-MP] | 18.000 |
| Standard Liège          |         | 17.500 |
| Wolverhampton Wanderers | [EL-MP] | 17.092 |
| Rennes                  |         | 11.699 |
| Rosenborg               | [CL-CP] | 11.500 |
| İstanbul Başakşehir     | [CL-LQ] | 10.500 |

| Đội                  | Ghi chú | Hệ số  |
| -------------------- | ------- | ------ |
| AZ                   | [EL-MP] | 10.500 |
| Vitória de Guimarães | [EL-MP] | 9.646  |
| Trabzonspor          | [EL-MP] | 8.000  |
| Oleksandriya         |         | 7.780  |
| F91 Dudelange        | [EL-CP] | 6.250  |
| LASK                 | [CL-LP] | 6.250  |
| Wolfsberger AC       |         | 6.250  |
| Slovan Bratislava    | [EL-CP] | 6.000  |
| Lugano               |         | 6.000  |
| Rangers              | [EL-MP] | 5.250  |
| CFR Cluj             | [CL-CP] | 3.500  |
| Ferencváros          | [EL-CP] | 3.500  |

Ghi chú
1. EL-CP Đội thắng của vòng play-off (Nhóm các đội vô địch giải quốc nội).
2. EL-MP Đội thắng của vòng play-off (Nhóm chính).
3. CL-CP Đội thua của vòng play-off Champions League (Nhóm các đội vô địch giải quốc nội).
4. CL-LP Đội thua của vòng play-off Champions League (Nhóm các đội không vô địch giải quốc nội).
5. CL-LQ Đội thua của vòng loại thứ ba Champions League (Nhóm các đội không vô địch giải quốc nội).

## Thể thức
Ở mỗi bảng, các đội đối đầu với nhau theo thể thức vòng tròn 2 lượt đi và về. Đội nhất và nhì bảng đi tiếp vào vòng 32 đội, nơi họ được góp mặt cùng với 8 đội đứng thứ ba của vòng bảng UEFA Champions League.

### Tiêu chí xếp hạng
Các đội được xếp hạng theo điểm số (3 điểm cho một trận thắng, 1 điểm cho một trận hòa, 0 điểm cho một trận thua), và nếu bằng điểm, tiêu chí xếp hạng sau đây được áp dụng, theo thứ tự được thể hiện, để xác định thứ hạng (Quy định Điều 16.01):
1. Số điểm trong các trận đấu đối đầu giữa các đội bằng điểm;
2. Hiệu số bàn thắng thua trong các trận đấu đối đầu giữa các đội bằng điểm;
3. Số bàn thắng ghi được trong các trận đấu đối đầu giữa các đội bằng điểm;
4. Số bàn thắng sân khách ghi được trong các trận đấu đối đầu giữa các đội bằng điểm;
5. Nếu có nhiều hơn 2 đội bằng điểm, và sau khi áp dụng tất cả tiêu chí đối đầu trên, một nhóm đội vẫn bằng nhau, tất cả tiêu chí đối đầu trên được áp dụng lại dành riêng cho nhóm đội này;
6. Hiệu số bàn thắng thua trong tất cả các trận đấu vòng bảng;
7. Số bàn thắng ghi được trong tất cả các trận đấu vòng bảng;
8. Số bàn thắng sân khách ghi được trong tất cả các trận đấu vòng bảng;
9. Số trận thắng trong tất cả các trận đấu vòng bảng;
10. Số trận thắng sân khách trong tất cả các trận đấu vòng bảng;
11. Điểm kỷ luật (thẻ đỏ = 3 điểm, thẻ vàng = 1 điểm, bị truất quyền thi đấu do phải nhận hai thẻ vàng trong một trận đấu = 3 điểm);
12. Hệ số câu lạc bộ UEFA.

## Các bảng đấu
Các lượt trận được diễn ra vào các ngày 19 tháng 9, 3 tháng 10, 24 tháng 10, 7 tháng 11, 28 tháng 11, và 12 tháng 12 năm 2019. Các trận đấu được diễn ra lúc 18:55 và 21:00 CET/CEST, với những trường hợp ngoại lệ có thể xảy ra vì lý do địa lý.
Thời gian đều theo múi giờ CET/CEST, được liệt kê bởi UEFA (giờ địa phương, nếu khác nhau thì được thể hiện trong dấu ngoặc).

### Bảng A
| VT | Đội           | ST | T | H | B | BT | BB | HS  | Đ  | Giành quyền tham dự                 |     | SEV | APO | QRB | DUD |
| -- | ------------- | -- | - | - | - | -- | -- | --- | -- | ----------------------------------- | --- | --- | --- | --- | --- |
| 1  | Sevilla       | 6  | 5 | 0 | 1 | 14 | 3  | +11 | 15 | Đi tiếp vào vòng đấu loại trực tiếp |     | —   | 1–0 | 2–0 | 3–0 |
| 2  | APOEL         | 6  | 3 | 1 | 2 | 10 | 8  | +2  | 10 | Đi tiếp vào vòng đấu loại trực tiếp |     | 1–0 | —   | 2–1 | 3–4 |
| 3  | Qarabağ       | 6  | 1 | 2 | 3 | 8  | 11 | −3  | 5  |                                     |     | 0–3 | 2–2 | —   | 1–1 |
| 4  | F91 Dudelange | 6  | 1 | 1 | 4 | 8  | 18 | −10 | 4  |                                     | 2–5 | 0–2 | 1–4 | —   |     |

| Qarabağ | 0–3      | Sevilla                                  |
| ------- | -------- | ---------------------------------------- |
|         | Chi tiết | - Hernández 62' - Munir 78' - Torres 85' |

| APOEL                                         | 3–4      | F91 Dudelange                               |
| --------------------------------------------- | -------- | ------------------------------------------- |
| - Pavlović 54', 58' - De Vincenti 56' (ph.đ.) | Chi tiết | - Sinani 36', 82' - Bernier 51' - Stolz 72' |

| F91 Dudelange | 1–4      | Qarabağ                                                        |
| ------------- | -------- | -------------------------------------------------------------- |
| - Bernier 90' | Chi tiết | - Zoubir 11' - Míchel 30' - Almeida 37' (ph.đ.) - Quintana 69' |

| Sevilla         | 1–0      | APOEL |
| --------------- | -------- | ----- |
| - Hernández 17' | Chi tiết |       |

| Qarabağ                     | 2–2      | APOEL                                 |
| --------------------------- | -------- | ------------------------------------- |
| - Quintana 13' - Ailton 58' | Chi tiết | - Medvedev 29' (l.n.) - Hallenius 45' |

| Sevilla                        | 3–0      | F91 Dudelange |
| ------------------------------ | -------- | ------------- |
| - Vázquez 48', 75' - Munir 78' | Chi tiết |               |

| F91 Dudelange     | 2–5      | Sevilla                                 |
| ----------------- | -------- | --------------------------------------- |
| - Sinani 69', 80' | Chi tiết | - Dabour 17', 36' - Munir 27', 33', 67' |

| APOEL                     | 2–1      | Qarabağ        |
| ------------------------- | -------- | -------------- |
| - Souza 59' - Ioannou 88' | Chi tiết | - Medvedev 10' |

| Sevilla                  | 2–0      | Qarabağ |
| ------------------------ | -------- | ------- |
| - Gil 61' - Dabour 90+2' | Chi tiết |         |

| F91 Dudelange | 0–2      | APOEL                            |
| ------------- | -------- | -------------------------------- |
|               | Chi tiết | - Matić 12' (ph.đ.) - Merkis 43' |

| Qarabağ       | 1–1      | F91 Dudelange  |
| ------------- | -------- | -------------- |
| - Gueye 90+1' | Chi tiết | - Bougrine 63' |

| APOEL       | 1–0      | Sevilla |
| ----------- | -------- | ------- |
| - Savić 61' | Chi tiết |         |

### Bảng B
| VT | Đội         | ST | T | H | B | BT | BB | HS | Đ  | Giành quyền tham dự                 |     | MAL | CPH | DKV | LUG |
| -- | ----------- | -- | - | - | - | -- | -- | -- | -- | ----------------------------------- | --- | --- | --- | --- | --- |
| 1  | Malmö FF    | 6  | 3 | 2 | 1 | 8  | 6  | +2 | 11 | Đi tiếp vào vòng đấu loại trực tiếp |     | —   | 1–1 | 4–3 | 2–1 |
| 2  | Copenhagen  | 6  | 2 | 3 | 1 | 5  | 4  | +1 | 9  | Đi tiếp vào vòng đấu loại trực tiếp |     | 0–1 | —   | 1–1 | 1–0 |
| 3  | Dynamo Kyiv | 6  | 1 | 4 | 1 | 7  | 7  | 0  | 7  |                                     |     | 1–0 | 1–1 | —   | 1–1 |
| 4  | Lugano      | 6  | 0 | 3 | 3 | 2  | 5  | −3 | 3  |                                     | 0–0 | 0–1 | 0–0 | —   |     |

| Dynamo Kyiv     | 1–0      | Malmö FF |
| --------------- | -------- | -------- |
| - Buyalskyi 84' | Chi tiết |          |

| Copenhagen   | 1–0      | Lugano |
| ------------ | -------- | ------ |
| - Santos 50' | Chi tiết |        |

| Lugano | 0–0      | Dynamo Kyiv |
| ------ | -------- | ----------- |
|        | Chi tiết |             |

| Malmö FF        | 1–1      | Copenhagen             |
| --------------- | -------- | ---------------------- |
| - Rosenberg 55' | Chi tiết | - Nielsen 45+5' (l.n.) |

| Malmö FF                          | 2–1      | Lugano       |
| --------------------------------- | -------- | ------------ |
| - Berget 13' (ph.đ.) - Molins 32' | Chi tiết | - Gerndt 50' |

| Dynamo Kyiv    | 1–1      | Copenhagen    |
| -------------- | -------- | ------------- |
| - Shabanov 53' | Chi tiết | - Sotiriou 2' |

| Lugano | 0–0      | Malmö FF |
| ------ | -------- | -------- |
|        | Chi tiết |          |

| Copenhagen | 1–1      | Dynamo Kyiv  |
| ---------- | -------- | ------------ |
| - Stage 4' | Chi tiết | - Verbič 70' |

| Malmö FF                                          | 4–3      | Dynamo Kyiv                                  |
| ------------------------------------------------- | -------- | -------------------------------------------- |
| - Bengtsson 2' - Rosenberg 48', 90+6' - Rakip 57' | Chi tiết | - Mykolenko 18' - Tsyhankov 39' - Verbič 77' |

| Lugano | 0–1      | Copenhagen    |
| ------ | -------- | ------------- |
|        | Chi tiết | - Thomsen 27' |

| Dynamo Kyiv       | 1–1      | Lugano        |
| ----------------- | -------- | ------------- |
| - Tsyhankov 90+4' | Chi tiết | - Aratore 45' |

| Copenhagen | 0–1      | Malmö FF                      |
| ---------- | -------- | ----------------------------- |
|            | Chi tiết | - Papagiannopoulos 77' (l.n.) |

### Bảng C
| VT | Đội         | ST | T | H | B | BT | BB | HS | Đ  | Giành quyền tham dự                 |     | BSL | GET | KRA | TRA |
| -- | ----------- | -- | - | - | - | -- | -- | -- | -- | ----------------------------------- | --- | --- | --- | --- | --- |
| 1  | Basel       | 6  | 4 | 1 | 1 | 12 | 4  | +8 | 13 | Đi tiếp vào vòng đấu loại trực tiếp |     | —   | 2–1 | 5–0 | 2–0 |
| 2  | Getafe      | 6  | 4 | 0 | 2 | 8  | 4  | +4 | 12 | Đi tiếp vào vòng đấu loại trực tiếp |     | 0–1 | —   | 3–0 | 1–0 |
| 3  | Krasnodar   | 6  | 3 | 0 | 3 | 7  | 11 | −4 | 9  |                                     |     | 1–0 | 1–2 | —   | 3–1 |
| 4  | Trabzonspor | 6  | 0 | 1 | 5 | 3  | 11 | −8 | 1  |                                     | 2–2 | 0–1 | 0–2 | —   |     |

| Getafe      | 1–0      | Trabzonspor |
| ----------- | -------- | ----------- |
| - Ángel 18' | Chi tiết |             |

| Basel                                                       | 5–0      | Krasnodar |
| ----------------------------------------------------------- | -------- | --------- |
| - Bua 9', 40' - Zuffi 52' - Vilhena 55' (l.n.) - Okafor 79' | Chi tiết |           |

| Krasnodar | 1–2      | Getafe           |
| --------- | -------- | ---------------- |
| - Ari 69' | Chi tiết | - Ángel 36', 61' |

| Trabzonspor             | 2–2      | Basel                     |
| ----------------------- | -------- | ------------------------- |
| - Parmak 26' - Sosa 78' | Chi tiết | - Widmer 20' - Okafor 80' |

| Trabzonspor | 0–2      | Krasnodar                  |
| ----------- | -------- | -------------------------- |
|             | Chi tiết | - Berg 49' - Vilhena 90+2' |

| Getafe | 0–1      | Basel      |
| ------ | -------- | ---------- |
|        | Chi tiết | - Frei 18' |

| Krasnodar                                          | 3–1      | Trabzonspor      |
| -------------------------------------------------- | -------- | ---------------- |
| - Asan 27' (l.n.) - Fernandes 34' - Ignatyev 90+3' | Chi tiết | - Nwakaeme 90+4' |

| Basel                  | 2–1      | Getafe             |
| ---------------------- | -------- | ------------------ |
| - Arthur 8' - Frei 60' | Chi tiết | - Mata 45' (ph.đ.) |

| Trabzonspor | 0–1      | Getafe     |
| ----------- | -------- | ---------- |
|             | Chi tiết | - Mata 50' |

| Krasnodar         | 1–0      | Basel |
| ----------------- | -------- | ----- |
| - Ari 72' (ph.đ.) | Chi tiết |       |

| Getafe                                  | 3–0      | Krasnodar |
| --------------------------------------- | -------- | --------- |
| - Cabrera 76' - Molina 78' - Kenedy 86' | Chi tiết |           |

| Basel                      | 2–0      | Trabzonspor |
| -------------------------- | -------- | ----------- |
| - Widmer 21' - Stocker 72' | Chi tiết |             |

### Bảng D
| VT | Đội           | ST | T | H | B | BT | BB | HS | Đ  | Giành quyền tham dự                 |     | LASK | SPO | PSV | ROS |
| -- | ------------- | -- | - | - | - | -- | -- | -- | -- | ----------------------------------- | --- | ---- | --- | --- | --- |
| 1  | LASK          | 6  | 4 | 1 | 1 | 11 | 4  | +7 | 13 | Đi tiếp vào vòng đấu loại trực tiếp |     | —    | 3–0 | 4–1 | 1–0 |
| 2  | Sporting CP   | 6  | 4 | 0 | 2 | 11 | 7  | +4 | 12 | Đi tiếp vào vòng đấu loại trực tiếp |     | 2–1  | —   | 4–0 | 1–0 |
| 3  | PSV Eindhoven | 6  | 2 | 2 | 2 | 9  | 12 | −3 | 8  |                                     |     | 0–0  | 3–2 | —   | 1–1 |
| 4  | Rosenborg     | 6  | 0 | 1 | 5 | 3  | 11 | −8 | 1  |                                     | 1–2 | 0–2  | 1–4 | —   |     |

| PSV Eindhoven                                   | 3–2      | Sporting CP                          |
| ----------------------------------------------- | -------- | ------------------------------------ |
| - Malen 19' - Coates 25' (l.n.) - Baumgartl 48' | Chi tiết | - Fernandes 38' (ph.đ.) - Mendes 82' |

| LASK            | 1–0      | Rosenborg |
| --------------- | -------- | --------- |
| - Holland 45+3' | Chi tiết |           |

| Rosenborg       | 1–4      | PSV Eindhoven                                      |
| --------------- | -------- | -------------------------------------------------- |
| - Adegbenro 70' | Chi tiết | - Rosario 14' - Meling 38' (l.n.) - Malen 41', 79' |

| Sporting CP                         | 2–1      | LASK        |
| ----------------------------------- | -------- | ----------- |
| - Luiz Phellype 58' - Fernandes 63' | Chi tiết | - Raguž 16' |

| Sporting CP   | 1–0      | Rosenborg |
| ------------- | -------- | --------- |
| - Bolasie 70' | Chi tiết |           |

| PSV Eindhoven | 0–0      | LASK |
| ------------- | -------- | ---- |
|               | Chi tiết |      |

| Rosenborg | 0–2      | Sporting CP                  |
| --------- | -------- | ---------------------------- |
|           | Chi tiết | - Coates 16' - Fernandes 38' |

| LASK                                         | 4–1      | PSV Eindhoven        |
| -------------------------------------------- | -------- | -------------------- |
| - Ranftl 56' - Frieser 60' - Klauss 78', 82' | Chi tiết | - Schwaab 5' (ph.đ.) |

| Sporting CP                                                   | 4–0      | PSV Eindhoven |
| ------------------------------------------------------------- | -------- | ------------- |
| - Luiz Phellype 9' - Fernandes 16', 64' (ph.đ.) - Mathieu 43' | Chi tiết |               |

| Rosenborg     | 1–2      | LASK                          |
| ------------- | -------- | ----------------------------- |
| - Johnsen 45' | Chi tiết | - Goiginger 20' - Frieser 54' |

| PSV Eindhoven   | 1–1      | Rosenborg     |
| --------------- | -------- | ------------- |
| - Ihattaren 63' | Chi tiết | - Helland 22' |

| LASK                                             | 3–0      | Sporting CP |
| ------------------------------------------------ | -------- | ----------- |
| - Trauner 23' - Klauss 38' (ph.đ.) - Raguž 90+3' | Chi tiết |             |

### Bảng E
| VT | Đội      | ST | T | H | B | BT | BB | HS | Đ  | Giành quyền tham dự                 |     | CEL | CFR | LAZ | REN |
| -- | -------- | -- | - | - | - | -- | -- | -- | -- | ----------------------------------- | --- | --- | --- | --- | --- |
| 1  | Celtic   | 6  | 4 | 1 | 1 | 10 | 6  | +4 | 13 | Đi tiếp vào vòng đấu loại trực tiếp |     | —   | 2–0 | 2–1 | 3–1 |
| 2  | CFR Cluj | 6  | 4 | 0 | 2 | 6  | 4  | +2 | 12 | Đi tiếp vào vòng đấu loại trực tiếp |     | 2–0 | —   | 2–1 | 1–0 |
| 3  | Lazio    | 6  | 2 | 0 | 4 | 6  | 9  | −3 | 6  |                                     |     | 1–2 | 1–0 | —   | 2–1 |
| 4  | Rennes   | 6  | 1 | 1 | 4 | 5  | 8  | −3 | 4  |                                     | 1–1 | 0–1 | 2–0 | —   |     |

| Rennes              | 1–1      | Celtic                 |
| ------------------- | -------- | ---------------------- |
| - Niang 38' (ph.đ.) | Chi tiết | - Christie 59' (ph.đ.) |

| CFR Cluj                        | 2–1      | Lazio        |
| ------------------------------- | -------- | ------------ |
| - Deac 41' (ph.đ.) - Omrani 75' | Chi tiết | - Bastos 25' |

| Lazio                                 | 2–1      | Rennes      |
| ------------------------------------- | -------- | ----------- |
| - Milinković-Savić 63' - Immobile 75' | Chi tiết | - Morel 55' |

| Celtic                          | 2–0      | CFR Cluj |
| ------------------------------- | -------- | -------- |
| - Édouard 20' - Elyounoussi 59' | Chi tiết |          |

| Celtic                       | 2–1      | Lazio         |
| ---------------------------- | -------- | ------------- |
| - Christie 67' - Jullien 89' | Chi tiết | - Lazzari 40' |

| Rennes | 0–1      | CFR Cluj  |
| ------ | -------- | --------- |
|        | Chi tiết | - Deac 9' |

| Lazio         | 1–2      | Celtic                       |
| ------------- | -------- | ---------------------------- |
| - Immobile 7' | Chi tiết | - Forrest 38' - Ntcham 90+5' |

| CFR Cluj     | 1–0      | Rennes |
| ------------ | -------- | ------ |
| - Rondón 87' | Chi tiết |        |

| Celtic                                       | 3–1      | Rennes      |
| -------------------------------------------- | -------- | ----------- |
| - Morgan 22' - Christie 45+1' - Johnston 74' | Chi tiết | - Hunou 89' |

| Lazio        | 1–0      | CFR Cluj |
| ------------ | -------- | -------- |
| - Correa 24' | Chi tiết |          |

| Rennes             | 2–0      | Lazio |
| ------------------ | -------- | ----- |
| - Gnagnon 31', 87' | Chi tiết |       |

| CFR Cluj                   | 2–0      | Celtic |
| -------------------------- | -------- | ------ |
| - Burcă 49' - Djoković 70' | Chi tiết |        |

### Bảng F
| VT | Đội                  | ST | T | H | B | BT | BB | HS | Đ  | Giành quyền tham dự                 |     | ARS | FRA | STL | VSC |
| -- | -------------------- | -- | - | - | - | -- | -- | -- | -- | ----------------------------------- | --- | --- | --- | --- | --- |
| 1  | Arsenal              | 6  | 3 | 2 | 1 | 14 | 7  | +7 | 11 | Đi tiếp vào vòng đấu loại trực tiếp |     | —   | 1–2 | 4–0 | 3–2 |
| 2  | Eintracht Frankfurt  | 6  | 3 | 0 | 3 | 8  | 10 | −2 | 9  | Đi tiếp vào vòng đấu loại trực tiếp |     | 0–3 | —   | 2–1 | 2–3 |
| 3  | Standard Liège       | 6  | 2 | 2 | 2 | 8  | 10 | −2 | 8  |                                     |     | 2–2 | 2–1 | —   | 2–0 |
| 4  | Vitória de Guimarães | 6  | 1 | 2 | 3 | 7  | 10 | −3 | 5  |                                     | 1–1 | 0–1 | 1–1 | —   |     |

| Eintracht Frankfurt | 0–3      | Arsenal                                   |
| ------------------- | -------- | ----------------------------------------- |
|                     | Chi tiết | - Willock 38' - Saka 85' - Aubameyang 88' |

| Standard Liège                    | 2–0      | Vitória de Guimarães |
| --------------------------------- | -------- | -------------------- |
| - Hanin 66' (l.n.) - M'Poku 90+1' | Chi tiết |                      |

| Vitória de Guimarães | 0–1      | Eintracht Frankfurt |
| -------------------- | -------- | ------------------- |
|                      | Chi tiết | - N'Dicka 36'       |

| Arsenal                                            | 4–0      | Standard Liège |
| -------------------------------------------------- | -------- | -------------- |
| - Martinelli 13', 16' - Willock 22' - Ceballos 57' | Chi tiết |                |

| Arsenal                            | 3–2      | Vitória de Guimarães     |
| ---------------------------------- | -------- | ------------------------ |
| - Martinelli 32' - Pépé 80', 90+3' | Chi tiết | - Edwards 9' - Bruno 37' |

| Eintracht Frankfurt             | 2–1      | Standard Liège |
| ------------------------------- | -------- | -------------- |
| - Abraham 28' - Hinteregger 73' | Chi tiết | - Amallah 82'  |

| Vitória de Guimarães | 1–1      | Arsenal       |
| -------------------- | -------- | ------------- |
| - Bruno 90+1'        | Chi tiết | - Mustafi 81' |

| Standard Liège                     | 2–1      | Eintracht Frankfurt |
| ---------------------------------- | -------- | ------------------- |
| - Vanheusden 56' - Lestienne 90+4' | Chi tiết | - Kostić 65'        |

| Vitória de Guimarães | 1–1      | Standard Liège          |
| -------------------- | -------- | ----------------------- |
| - Pereira 45+2'      | Chi tiết | - Lestienne 40' (ph.đ.) |

| Arsenal            | 1–2      | Eintracht Frankfurt |
| ------------------ | -------- | ------------------- |
| - Aubameyang 45+1' | Chi tiết | - Kamada 55', 64'   |

| Eintracht Frankfurt         | 2–3      | Vitória de Guimarães                        |
| --------------------------- | -------- | ------------------------------------------- |
| - Da Costa 31' - Kamada 38' | Chi tiết | - Rochinha 8' - Elmusrati 85' - Edwards 87' |

| Standard Liège              | 2–2      | Arsenal                    |
| --------------------------- | -------- | -------------------------- |
| - Bastien 47' - Amallah 69' | Chi tiết | - Lacazette 78' - Saka 81' |

### Bảng G
| VT | Đội        | ST | T | H | B | BT | BB | HS | Đ  | Giành quyền tham dự                 |     | POR | RAN | YB  | FEY |
| -- | ---------- | -- | - | - | - | -- | -- | -- | -- | ----------------------------------- | --- | --- | --- | --- | --- |
| 1  | Porto      | 6  | 3 | 1 | 2 | 8  | 9  | −1 | 10 | Đi tiếp vào vòng đấu loại trực tiếp |     | —   | 1–1 | 2–1 | 3–2 |
| 2  | Rangers    | 6  | 2 | 3 | 1 | 8  | 6  | +2 | 9  | Đi tiếp vào vòng đấu loại trực tiếp |     | 2–0 | —   | 1–1 | 1–0 |
| 3  | Young Boys | 6  | 2 | 2 | 2 | 8  | 7  | +1 | 8  |                                     |     | 1–2 | 2–1 | —   | 2–0 |
| 4  | Feyenoord  | 6  | 1 | 2 | 3 | 7  | 9  | −2 | 5  |                                     | 2–0 | 2–2 | 1–1 | —   |     |

| Porto            | 2–1      | Young Boys          |
| ---------------- | -------- | ------------------- |
| - Soares 8', 29' | Chi tiết | - Nsame 15' (ph.đ.) |

| Rangers   | 1–0      | Feyenoord |
| --------- | -------- | --------- |
| - Ojo 24' | Chi tiết |           |

| Feyenoord                      | 2–0      | Porto |
| ------------------------------ | -------- | ----- |
| - Toornstra 49' - Karsdorp 80' | Chi tiết |       |

| Young Boys                     | 2–1      | Rangers       |
| ------------------------------ | -------- | ------------- |
| - Assalé 50' - Fassnacht 90+3' | Chi tiết | - Morelos 44' |

| Young Boys                               | 2–0      | Feyenoord |
| ---------------------------------------- | -------- | --------- |
| - Assalé 14' (ph.đ.) - Nsame 28' (ph.đ.) | Chi tiết |           |

| Porto      | 1–1      | Rangers       |
| ---------- | -------- | ------------- |
| - Díaz 36' | Chi tiết | - Morelos 44' |

| Feyenoord              | 1–1      | Young Boys      |
| ---------------------- | -------- | --------------- |
| - Berghuis 18' (ph.đ.) | Chi tiết | - Spielmann 71' |

| Rangers                   | 2–0      | Porto |
| ------------------------- | -------- | ----- |
| - Morelos 69' - Davis 73' | Chi tiết |       |

| Young Boys     | 1–2      | Porto                |
| -------------- | -------- | -------------------- |
| - Fassnacht 6' | Chi tiết | - Aboubakar 76', 79' |

| Feyenoord                        | 2–2      | Rangers            |
| -------------------------------- | -------- | ------------------ |
| - Toornstra 33' - Sinisterra 68' | Chi tiết | - Morelos 53', 65' |

| Porto                                        | 3–2      | Feyenoord                     |
| -------------------------------------------- | -------- | ----------------------------- |
| - Díaz 14' - Malacia 16' (l.n.) - Soares 34' | Chi tiết | - Botteghin 19' - Larsson 22' |

| Rangers       | 1–1      | Young Boys           |
| ------------- | -------- | -------------------- |
| - Morelos 30' | Chi tiết | - Barišić 89' (l.n.) |

### Bảng H
| VT | Đội                | ST | T | H | B | BT | BB | HS | Đ  | Giành quyền tham dự                 |     | ESP | LUD | FER | CSKA |
| -- | ------------------ | -- | - | - | - | -- | -- | -- | -- | ----------------------------------- | --- | --- | --- | --- | ---- |
| 1  | Espanyol           | 6  | 3 | 2 | 1 | 12 | 4  | +8 | 11 | Đi tiếp vào vòng đấu loại trực tiếp |     | —   | 6–0 | 1–1 | 0–1  |
| 2  | Ludogorets Razgrad | 6  | 2 | 2 | 2 | 10 | 10 | 0  | 8  | Đi tiếp vào vòng đấu loại trực tiếp |     | 0–1 | —   | 1–1 | 5–1  |
| 3  | Ferencváros        | 6  | 1 | 4 | 1 | 5  | 7  | −2 | 7  |                                     |     | 2–2 | 0–3 | —   | 0–0  |
| 4  | CSKA Moscow        | 6  | 1 | 2 | 3 | 3  | 9  | −6 | 5  |                                     | 0–2 | 1–1 | 0–1 | —   |      |

| Ludogorets Razgrad                                          | 5–1      | CSKA Moscow   |
| ----------------------------------------------------------- | -------- | ------------- |
| - Wanderson 48' - Lukoki 50' - Keșerü 52', 68', 73' (ph.đ.) | Chi tiết | - Diveyev 11' |

| Espanyol     | 1–1      | Ferencváros           |
| ------------ | -------- | --------------------- |
| - Vargas 60' | Chi tiết | - J. López 10' (l.n.) |

| Ferencváros | 0–3      | Ludogorets Razgrad                    |
| ----------- | -------- | ------------------------------------- |
|             | Chi tiết | - Lukoki 1' - Rafael Forster 40', 64' |

| CSKA Moscow | 0–2      | Espanyol                       |
| ----------- | -------- | ------------------------------ |
|             | Chi tiết | - Wu Lei 64' - Campuzano 90+5' |

| CSKA Moscow | 0–1      | Ferencváros |
| ----------- | -------- | ----------- |
|             | Chi tiết | - Varga 86' |

| Ludogorets Razgrad | 0–1      | Espanyol        |
| ------------------ | -------- | --------------- |
|                    | Chi tiết | - Campuzano 13' |

| Ferencváros | 0–0      | CSKA Moscow |
| ----------- | -------- | ----------- |
|             | Chi tiết |             |

| Espanyol                                                                                      | 6–0      | Ludogorets Razgrad |
| --------------------------------------------------------------------------------------------- | -------- | ------------------ |
| - Melendo 4' - L. López 19' - Vargas 36' (ph.đ.) - Campuzano 52' - Pedrosa 73' - Ferreyra 76' | Chi tiết |                    |

| CSKA Moscow  | 1–1      | Ludogorets Razgrad |
| ------------ | -------- | ------------------ |
| - Chalov 76' | Chi tiết | - Keșerü 66'       |

| Ferencváros                         | 2–2      | Espanyol                     |
| ----------------------------------- | -------- | ---------------------------- |
| - Sigér 23' - Škvarka 90+1' (ph.đ.) | Chi tiết | - Melendo 31' - Darder 90+6' |

| Ludogorets Razgrad | 1–1      | Ferencváros       |
| ------------------ | -------- | ----------------- |
| - Lukoki 24'       | Chi tiết | - Signevich 90+5' |

| Espanyol | 0–1      | CSKA Moscow  |
| -------- | -------- | ------------ |
|          | Chi tiết | - Vlašić 84' |

### Bảng I
| VT | Đội           | ST | T | H | B | BT | BB | HS | Đ  | Giành quyền tham dự                 |     | GNT | WLF | SET | OLK |
| -- | ------------- | -- | - | - | - | -- | -- | -- | -- | ----------------------------------- | --- | --- | --- | --- | --- |
| 1  | Gent          | 6  | 3 | 3 | 0 | 11 | 7  | +4 | 12 | Đi tiếp vào vòng đấu loại trực tiếp |     | —   | 2–2 | 3–2 | 2–1 |
| 2  | VfL Wolfsburg | 6  | 3 | 2 | 1 | 9  | 7  | +2 | 11 | Đi tiếp vào vòng đấu loại trực tiếp |     | 1–3 | —   | 1–0 | 3–1 |
| 3  | Saint-Étienne | 6  | 0 | 4 | 2 | 6  | 8  | −2 | 4  |                                     |     | 0–0 | 1–1 | —   | 1–1 |
| 4  | Oleksandriya  | 6  | 0 | 3 | 3 | 6  | 10 | −4 | 3  |                                     | 1–1 | 0–1 | 2–2 | —   |     |

| Gent                                | 3–2      | Saint-Étienne                      |
| ----------------------------------- | -------- | ---------------------------------- |
| - David 2', 43' - Perrin 64' (l.n.) | Chi tiết | - Khazri 38' - Kaminski 75' (l.n.) |

| VfL Wolfsburg                            | 3–1      | Oleksandriya |
| ---------------------------------------- | -------- | ------------ |
| - Arnold 20' - Mehmedi 24' - Brekalo 67' | Chi tiết | - Banada 66' |

| Oleksandriya | 1–1      | Gent          |
| ------------ | -------- | ------------- |
| - Sitalo 60' | Chi tiết | - Depoitre 6' |

| Saint-Étienne       | 1–1      | VfL Wolfsburg |
| ------------------- | -------- | ------------- |
| - Kolodziejczak 13' | Chi tiết | - William 15' |

| Saint-Étienne      | 1–1      | Oleksandriya               |
| ------------------ | -------- | -------------------------- |
| - Gabriel Silva 8' | Chi tiết | - Gabriel Silva 14' (l.n.) |

| Gent                   | 2–2      | VfL Wolfsburg                   |
| ---------------------- | -------- | ------------------------------- |
| - Yaremchuk 41', 90+4' | Chi tiết | - Weghorst 3' - João Victor 24' |

| Oleksandriya                      | 2–2      | Saint-Étienne                     |
| --------------------------------- | -------- | --------------------------------- |
| - Bezborodko 84' - Zaderaka 90+1' | Chi tiết | - Khazri 24' (ph.đ.) - Camara 72' |

| VfL Wolfsburg     | 1–3      | Gent                                                |
| ----------------- | -------- | --------------------------------------------------- |
| - João Victor 20' | Chi tiết | - Yaremchuk 50' - Depoitre 65' - Ngadeu-Ngadjui 76' |

| Saint-Étienne | 0–0      | Gent |
| ------------- | -------- | ---- |
|               | Chi tiết |      |

| Oleksandriya | 0–1      | Wolfsburg                |
| ------------ | -------- | ------------------------ |
|              | Chi tiết | - Weghorst 45+1' (ph.đ.) |

| Gent               | 2–1      | Oleksandriya         |
| ------------------ | -------- | -------------------- |
| - Depoitre 7', 16' | Chi tiết | - Miroshnichenko 54' |

| Wolfsburg    | 1–0      | Saint-Étienne |
| ------------ | -------- | ------------- |
| - Otávio 52' | Chi tiết |               |

### Bảng J
| VT | Đội                      | ST | T | H | B | BT | BB | HS | Đ  | Giành quyền tham dự                 |     | IBS | ROM | MGB | WLB |
| -- | ------------------------ | -- | - | - | - | -- | -- | -- | -- | ----------------------------------- | --- | --- | --- | --- | --- |
| 1  | İstanbul Başakşehir      | 6  | 3 | 1 | 2 | 7  | 9  | −2 | 10 | Đi tiếp vào vòng đấu loại trực tiếp |     | —   | 0–3 | 1–1 | 1–0 |
| 2  | Roma                     | 6  | 2 | 3 | 1 | 12 | 6  | +6 | 9  | Đi tiếp vào vòng đấu loại trực tiếp |     | 4–0 | —   | 1–1 | 2–2 |
| 3  | Borussia Mönchengladbach | 6  | 2 | 2 | 2 | 6  | 9  | −3 | 8  |                                     |     | 1–2 | 2–1 | —   | 0–4 |
| 4  | Wolfsberg                | 6  | 1 | 2 | 3 | 7  | 8  | −1 | 5  |                                     | 0–3 | 1–1 | 0–1 | —   |     |

| Roma                                                                   | 4–0      | İstanbul Başakşehir |
| ---------------------------------------------------------------------- | -------- | ------------------- |
| - Júnior Caiçara 42' (l.n.) - Džeko 58' - Zaniolo 71' - Kluivert 90+3' | Chi tiết |                     |

| Borussia Mönchengladbach | 0–4      | Wolfsberg                                         |
| ------------------------ | -------- | ------------------------------------------------- |
|                          | Chi tiết | - Weismann 13' - Leitgeb 31', 68' - Ritzmaier 41' |

| Wolfsberg    | 1–1      | Roma             |
| ------------ | -------- | ---------------- |
| - Liendl 51' | Chi tiết | - Spinazzola 27' |

| İstanbul Başakşehir | 1–1      | Borussia Mönchengladbach |
| ------------------- | -------- | ------------------------ |
| - Višća 55'         | Chi tiết | - Herrmann 90+1'         |

| İstanbul Başakşehir | 1–0      | Wolfsberg |
| ------------------- | -------- | --------- |
| - Kahveci 78'       | Chi tiết |           |

| Roma          | 1–1      | Borussia Mönchengladbach |
| ------------- | -------- | ------------------------ |
| - Zaniolo 32' | Chi tiết | - Stindl 90+5' (ph.đ.)   |

| Wolfsberg | 0–3      | İstanbul Başakşehir                     |
| --------- | -------- | --------------------------------------- |
|           | Chi tiết | - Višća 73' (ph.đ.) - Crivelli 84', 87' |

| Borussia Mönchengladbach          | 2–1      | Roma        |
| --------------------------------- | -------- | ----------- |
| - Fazio 35' (l.n.) - Thuram 90+5' | Chi tiết | - Fazio 64' |

| İstanbul Başakşehir | 0–3      | Roma                                                |
| ------------------- | -------- | --------------------------------------------------- |
|                     | Chi tiết | - Veretout 30' (ph.đ.) - Kluivert 41' - Džeko 45+1' |

| Wolfsberg | 0–1      | Borussia Mönchengladbach |
| --------- | -------- | ------------------------ |
|           | Chi tiết | - Stindl 60'             |

| Roma                             | 2–2      | Wolfsberg                            |
| -------------------------------- | -------- | ------------------------------------ |
| - Perotti 7' (ph.đ.) - Džeko 19' | Chi tiết | - Florenzi 10' (l.n.) - Weissman 64' |

| Borussia Mönchengladbach | 1–2      | İstanbul Başakşehir            |
| ------------------------ | -------- | ------------------------------ |
| - Thuram 33'             | Chi tiết | - Kahveci 44' - Crivelli 90+1' |

### Bảng K
| VT | Đội                     | ST | T | H | B | BT | BB | HS | Đ  | Giành quyền tham dự                 |     | BRA | WOL | SLO | BES |
| -- | ----------------------- | -- | - | - | - | -- | -- | -- | -- | ----------------------------------- | --- | --- | --- | --- | --- |
| 1  | Braga                   | 6  | 4 | 2 | 0 | 15 | 9  | +6 | 14 | Đi tiếp vào vòng đấu loại trực tiếp |     | —   | 3–3 | 2–2 | 3–1 |
| 2  | Wolverhampton Wanderers | 6  | 4 | 1 | 1 | 11 | 5  | +6 | 13 | Đi tiếp vào vòng đấu loại trực tiếp |     | 0–1 | —   | 1–0 | 4–0 |
| 3  | Slovan Bratislava       | 6  | 1 | 1 | 4 | 10 | 13 | −3 | 4  |                                     |     | 2–4 | 1–2 | —   | 4–2 |
| 4  | Beşiktaş                | 6  | 1 | 0 | 5 | 6  | 15 | −9 | 3  |                                     | 1–2 | 0–1 | 2–1 | —   |     |

| Slovan Bratislava                               | 4–2      | Beşiktaş                                     |
| ----------------------------------------------- | -------- | -------------------------------------------- |
| - Šporar 14', 58' - Ljubičić 90+3' - Moha 90+4' | Chi tiết | - Ljajić 29' (ph.đ.) - Bozhikov 45+1' (l.n.) |

| Wolverhampton Wanderers | 0–1      | Braga       |
| ----------------------- | -------- | ----------- |
|                         | Chi tiết | - Horta 71' |

| Braga                    | 2–2      | Slovan Bratislava                 |
| ------------------------ | -------- | --------------------------------- |
| - Viana 31' - Galeno 63' | Chi tiết | - Šporar 45+4' - Viana 87' (l.n.) |

| Beşiktaş | 0–1      | Wolverhampton Wanderers |
| -------- | -------- | ----------------------- |
|          | Chi tiết | - Boly 90+3'            |

| Beşiktaş    | 1–2      | Braga                        |
| ----------- | -------- | ---------------------------- |
| - Nayir 71' | Chi tiết | - R. Horta 38' - Eduardo 80' |

| Slovan Bratislava | 1–2      | Wolverhampton Wanderers           |
| ----------------- | -------- | --------------------------------- |
| - Šporar 11'      | Chi tiết | - Saïss 58' - Jiménez 64' (ph.đ.) |

| Braga                             | 3–1      | Beşiktaş   |
| --------------------------------- | -------- | ---------- |
| - Paulinho 14', 37' - Eduardo 81' | Chi tiết | - Boyd 29' |

| Wolverhampton Wanderers | 1–0      | Slovan Bratislava |
| ----------------------- | -------- | ----------------- |
| - Jiménez 90+2'         | Chi tiết |                   |

| Beşiktaş                          | 2–1      | Slovan Bratislava |
| --------------------------------- | -------- | ----------------- |
| - Roco 75' - Ljajić 90+2' (ph.đ.) | Chi tiết | - Daniel 35'      |

| Braga                                         | 3–3      | Wolverhampton Wanderers                  |
| --------------------------------------------- | -------- | ---------------------------------------- |
| - A. Horta 6' - Paulinho 65' - Fransérgio 79' | Chi tiết | - Jiménez 14' - Doherty 34' - Traoré 35' |

| Slovan Bratislava       | 2–4      | Braga                                                            |
| ----------------------- | -------- | ---------------------------------------------------------------- |
| - Šporar 42' - Moha 70' | Chi tiết | - Fonte 44' - Trincão 72' - Bozhikov 75' (l.n.) - Paulinho 90+3' |

| Wolverhampton Wanderers               | 4–0      | Beşiktaş |
| ------------------------------------- | -------- | -------- |
| - Jota 58', 63', 69' - Dendoncker 67' | Chi tiết |          |

### Bảng L
| VT | Đội               | ST | T | H | B | BT | BB | HS  | Đ  | Giành quyền tham dự                 |     | MUN | AZ  | PAR | AST |
| -- | ----------------- | -- | - | - | - | -- | -- | --- | -- | ----------------------------------- | --- | --- | --- | --- | --- |
| 1  | Manchester United | 6  | 4 | 1 | 1 | 10 | 2  | +8  | 13 | Đi tiếp vào vòng đấu loại trực tiếp |     | —   | 4–0 | 3–0 | 1–0 |
| 2  | AZ                | 6  | 2 | 3 | 1 | 15 | 8  | +7  | 9  | Đi tiếp vào vòng đấu loại trực tiếp |     | 0–0 | —   | 2–2 | 6–0 |
| 3  | Partizan          | 6  | 2 | 2 | 2 | 10 | 10 | 0   | 8  |                                     |     | 0–1 | 2–2 | —   | 4–1 |
| 4  | Astana            | 6  | 1 | 0 | 5 | 4  | 19 | −15 | 3  |                                     | 2–1 | 0–5 | 1–2 | —   |     |

| Partizan                  | 2–2      | AZ                       |
| ------------------------- | -------- | ------------------------ |
| - Natcho 42' (ph.đ.), 61' | Chi tiết | - Stengs 13' - Boadu 67' |

| Manchester United | 1–0      | Astana |
| ----------------- | -------- | ------ |
| - Greenwood 73'   | Chi tiết |        |

| Astana             | 1–2      | Partizan         |
| ------------------ | -------- | ---------------- |
| - Sigurjónsson 85' | Chi tiết | - Sadiq 29', 73' |

| AZ | 0–0      | Manchester United |
| -- | -------- | ----------------- |
|    | Chi tiết |                   |

| AZ                                                                                             | 6–0      | Astana |
| ---------------------------------------------------------------------------------------------- | -------- | ------ |
| - Koopmeiners 39' (ph.đ.), 83' (ph.đ.) - Boadu 43' - Stengs 77' - Sugawara 85' - Idrissi 90+2' | Chi tiết |        |

| Partizan | 0–1      | Manchester United     |
| -------- | -------- | --------------------- |
|          | Chi tiết | - Martial 43' (ph.đ.) |

| Astana | 0–5      | AZ                                                             |
| ------ | -------- | -------------------------------------------------------------- |
|        | Chi tiết | - Boadu 29', 77' - Midtsjø 52' - Idrissi 57' - Hatzidiakos 76' |

| Manchester United                            | 3–0      | Partizan |
| -------------------------------------------- | -------- | -------- |
| - Greenwood 22' - Martial 33' - Rashford 49' | Chi tiết |          |

| Astana                            | 2–1      | Manchester United |
| --------------------------------- | -------- | ----------------- |
| - Shomko 55' - Bernard 62' (l.n.) | Chi tiết | - Lingard 10'     |

| AZ                  | 2–2      | Partizan                 |
| ------------------- | -------- | ------------------------ |
| - Druijf 88', 90+2' | Chi tiết | - Asano 16' - Soumah 27' |

| Partizan                                 | 4–1      | Astana        |
| ---------------------------------------- | -------- | ------------- |
| - Soumah 4' - Sadiq 22', 76' - Asano 26' | Chi tiết | - Rotariu 79' |

| Manchester United                                   | 4–0      | AZ |
| --------------------------------------------------- | -------- | -- |
| - Young 53' - Greenwood 58', 64' - Mata 62' (ph.đ.) | Chi tiết |    |